# Desmonte de Sonning

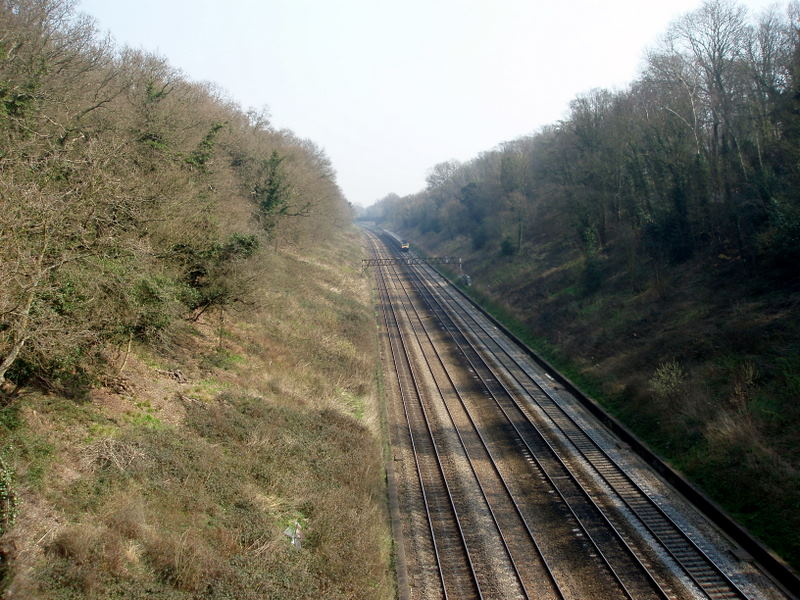
Vista del demonte de Sonning

El desmonte de Sonning forma parte de las obras del Great Western Railway, originalmente construido por el ingeniero Isambard Kingdom Brunel. Está situado al este de la Estación de Reading y al oeste de la Estación de Twyford, cerca del pueblo de Sonning en Berkshire, Inglaterra.

## Historia

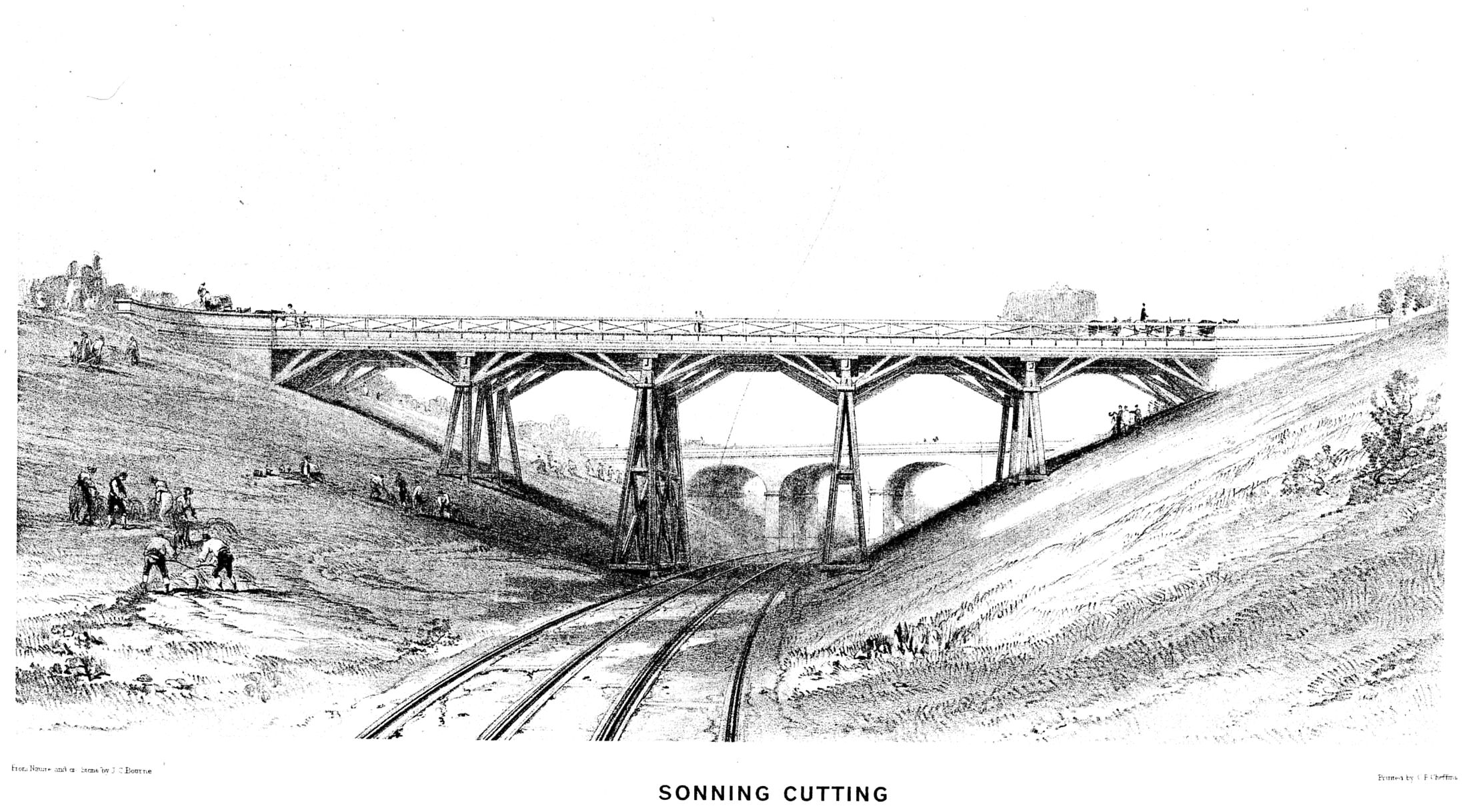
Vista del desmonte de Sonning en 1846

La ruta originalmente planeada del ferrocarril bordeaba por el norte la colina de Sonning, pasando por el pueblo. Pero debido a las objeciones locales, el ferrocarril se alejó del pueblo, para lo que fue necesario realizar una trinchera de aproximadamente 1 milla (1,6 km) de largo y hasta 60 pies (18,3 m) de profundidad a través de la colina, lo que suponía adoptar una ruta más directa entre Twyford y Reading, pero más costosa de ejecutar.
El desmonte se excavó a mano (por entonces no se empleaba maquinaria para acometer este tipo de trabajos), y los materiales excavados se retiraron utilizando carretillas y carretas tiradas por caballos. Tardó dos años en completarse y varias personas murieron durante las obras necesarias para completar la trinchera. La línea fue inaugurada el 30 de marzo de 1840.
Después de la finalización del ferrocarril de vía ancha, la plataforma se amplió en 1892 para alojar cuatro vías de ancho estándar. Esto implicó un importante rediseño del desmonte, durante el que se redujo la pendiente de los taludes laterales.

## Accidente
A primera hora del 24 de diciembre de 1841, un tren mixto de mercancías y pasajeros chocó contra un deslizamiento de tierra en la zona del desmonte de Sonning, causado por las fuertes lluvias que habían caído persistentemente. Muchos pasajeros que viajaban en vagones sin techo salieron despedidos o quedaron aplastados entre los vagones. Ocho personas murieron allí y otras diecisiete (una de las cuales murió poco después), resultaron heridas. Entre las víctimas se encontraban los artesanos que regresaban a casa después de trabajar en el nuevo Edificio del Parlamento. La tragedia estimuló a William Gladstone, por entonces presidente de la Cámara de Comercio (1843-1845), a introducir una serie de leyes para mejorar la seguridad en los ferrocarriles (véase Ley Regulatoria del Ferrocarril de 1844).